# Кара-Сакал
Кара-Сакал (кирг. Кара-Сакал) — село в Сокулукском районе Чуйской области Кыргызстана. Входит в состав Кызыл-Тууского аильного округа. Код СОАТЕ —41708 222 838 02 0.

## География
Село расположено в северо-западной части области у подножья Киргизского хребта, к югу от Большого Чуйского канала, юго-восточнее города Шопоков. Абсолютная высота — 803 метра над уровнем моря.

## Население
| Год     | 2009 | 2014 | 2015 |
| ------- | ---- | ---- | ---- |
| человек | 406  | 467  | 473  |

## Известные жители
- Джангазиев, Муса (1921—1997) — Народный поэт Киргизии (1981).